# Tubo de ventilação

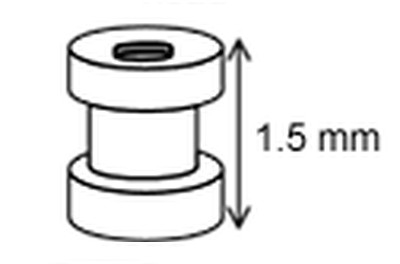
Tubo de ventilação

Tubo de ventilação é um pequeno tubo inserido na membrana timpânica por meio de um procedimento cirúrgico, chamado miringotomia, para manter a orelha média arejada, por um determinado período, evitando o acúmulo de fluido na orelha média. O tubo é feito de uma variedade de designs, geralmente em formato de carretel para uso de curto prazo, ou com flanges longas, podendo lembrar um formato de "T" para uso de longo prazo. Já os materiais utilizados para a fabricação são geralmente fluoro plástico ou silicone, que substituíram amplamente o uso de tubos de metal feitos de aço inoxidável, titânio ou ouro.

## Indicações
As indicações para cirurgia de miringotomia e colocação de tubo de ventilação são as seguintes:
- Otite média crônica secretor assintomática: quando não há melhora com o tratamento clínico, persistindo por mais de três meses (em ambas as orelhas) e por mais de seis meses (em uma das orelhas). A cirurgia está indicada mais precocemente, quando há perda auditiva maior do que 20 decibéis (dB), repercussão na fala ou linguagem, bolsa de retração, vertigem ou desequilíbrio e zumbido.
- Episódios recorrentes de otite média secretora: a duração de cada episódio não caracteriza otite média crônica, mas se a criança tiver vários episódios de otite com acúmulo de líquido durante o ano, mesmo que cada um dure pouco tempo, mas juntos somam seis meses. A cirurgia é recomendada especialmente quando a audição da criança piora devido à otite;
- Episódios recorrentes de otite média aguda: a frequência mínima para se indicar a colocação de tubo de ventilação é três ou mais episódios de otite média aguda em seis meses, ou quatro ou mais episódios em um ano;
- Presença ou suspeita de complicação supurativa: colocação de tubo de ventilação no momento da miringotomia garante drenagem e aeração mais prolongada da orelha média e mastóide. Um exame bacterioscópico, cultura e antibiograma da secreção da orelha média devem ser realizados;
- Disfunção da tuba auditiva, mesmo na ausência de secreção no ouvido médio: quando o paciente apresenta sinais e sintomas persistentes ou recorrentes, que não melhoram com tratamento clínico. Os sinais e sintomas incluem perda auditiva (geralmente flutuante), desequilíbrio/vertigem, zumbidos ou bolsa de retração timpânica severa.[4][5]